# Ormsby
Ormsby és una població dels Estats Units a l'estat de Minnesota. Segons el cens del 2000 tenia 154 habitants.

## Demografia
Segons el cens del 2000, Ormsby tenia 154 habitants, 65 habitatges, i 46 famílies. La densitat de població era de 165,2 habitants per km².
Dels 65 habitatges en un 36,9% hi vivien nens de menys de 18 anys, en un 63,1% hi vivien parelles casades, en un 6,2% dones solteres, i en un 27,7% no eren unitats familiars. En el 26,2% dels habitatges hi vivien persones soles el 18,5% de les quals corresponia a persones de 65 anys o més que vivien soles. El nombre mitjà de persones vivint en cada habitatge era de 2,37 i el nombre mitjà de persones que vivien en cada família era de 2,85.
Per edats la població es repartia de la següent manera: un 24% tenia menys de 18 anys, un 7,1% entre 18 i 24, un 26,6% entre 25 i 44, un 23,4% de 45 a 60 i un 18,8% 65 anys o més.
L'edat mediana era de 41 anys. Per cada 100 dones de 18 o més anys hi havia 91,8 homes.
La renda mediana per habitatge era de 37.500 $ i la renda mediana per família de 47.188 $. Els homes tenien una renda mediana de 33.750 $ mentre que les dones 14.063 $. La renda per capita de la població era de 16.954 $. Entorn del 2,7% de les famílies i el 6% de la població estaven per davall del llindar de pobresa.

## Poblacions més properes
El següent diagrama mostra les poblacions més properes.